# Artocella vladimiri
Artocella vladimiri är en stekelart som beskrevs av Sergey A. Belokobylskij 2001. Artocella vladimiri ingår i släktet Artocella och familjen bracksteklar. Inga underarter finns listade.